# 4-Koordinatno jedinjenje
4-Koordinatno jedinjenje (tetrakoordinatno jedinjenje) u koordinacionoj hemiji se odnosi na četiri liganda ili atoma spojena sa metalnim centrom. Tetrakoordinatni molekuli mogu da formiraju strukture sa tetraedralnom, kvadratno planarnom ili piramidalnom geometrijom. Tip strukture je obično određen slobodnim elektronskim parovima metalnog centra.
- Tetraedralni molekul metana (CH4)
- Idealizovana kvadratna planarna struktura.
- Trigonalno piramidalna struktura

## Literatura
- F. Basloo (1986). Coordination Chemistry. Science Reviews. ISBN 978-0-905927-47-3.